# Planaltina (Goiás)
Planaltina is een gemeente in de Braziliaanse deelstaat Goiás. De gemeente telt 79.651 inwoners (schatting 2009).

## Aangrenzende gemeenten
De gemeente grenst aan Água Fria de Goiás, Formosa, Mimoso de Goiás, Padre Bernardo en Brasilia (DF) (Fercal, Planaltina en Sobradinho II).